# 자허토르테

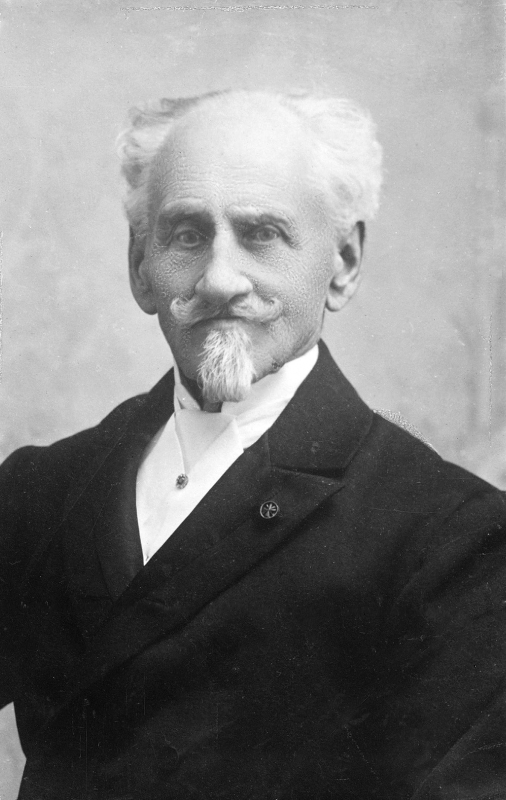
프란츠 자허

자허토르테(독일어: Sachertorte)는 초콜릿과 살구잼을 곁들여 만드는 오스트리아의 초콜릿 케이크 또는 토르테의 일종이다. 1832년 오스트리아인 프란츠 자허가 귀족 클레멘스 폰 메테르니히 후작를 위해 처음 만들며 시초가 되었다. 이는 현재 가장 유명한 비엔나 음식 중 하나이다. 미국에는 12월 5일이 자허토르테의 날이다.

## 역사

### 기원
자허토르테와 유사한 레시피는 18세기 초 두가지 요리책에서도 이미 소개된 바 있다. 1832년 오스트리아의 외상 클레멘스 폰 메테르니히 후작는 중요한 손님을 대접하기 위해 그의 직속 요리사에게 특별한 디저트를 만들 것을 요구했다. 하지만 당시 몸이 편치 않았던 요리사는 자신의 아들이자 견습생이었던 프란츠 자허에게 일을 맡겼다. 프란츠 자허의 토르테는 귀족의 방문객에게 큰 호평을 얻었지만 바로 더 큰 관심을 얻지는 못했다. 그 후 견습 기간을 마친 프란츠 자허는 브라티슬라바와 부다페스트에서 생활을 하였고 마침내 고향인 빈으로 돌아와 육가공품, 와인을 파는 가게를 열어 정착했다.
그의 첫째 아들인 에두아르트가 그의 식품 사업을 이었고 그 자신 또한 빈의 데멜 베이커리에서 견습기간을 거쳐 초콜릿 요리를 공부하며 프란츠 자허의 자허토르테를 현재의 모습으로 발전시키게 된다. 자허토르테는 데멜에서 처음 시중에 나오게 되었으며 그 후 에두아르트가 1896년 설립한 호텔 자허에서 판매되기 시작했다. 그 때부터 자허토르테는 가장 유명한 빈 음식이 되었다.

### 법정 공방
20세기 초, "원조 자허토르테"의 이름을 두고 수 십 년간 호텔 자허와 데멜 베이커리 사이 법적 싸움이 오갔다.
1930년 에두아르트의 미망인 안나 자허가 사망하고, 4년 후 호텔 자허 또한 파산에 이르게 된다.
에두아르트의 아들은 데멜에서 일자리를 구하게 되었고 데멜은 그를 베이커리로 보내 "에두아르트 자허토르테"에 대한 독점 판매권을 시행했다. 1938년 호텔 자허를 인수한 새 주인이 그곳에서 자허토르테를 판매하며 첫 번째 이견이 나오게 되었다.
허나 제2차 세계 대전의 발발과 연합국의 오스트리아 점령기로 이러한 일들은 잠잠해졌고 1952년 "원조 자허토르테"라는 이름의 상표권을 놓고
호텔 자허의 주인이 데멜을 고소하게 된다. 그 후 7년간 양 당사자들은 자허토르테의 이름, 마가린의 사용 등을 놓고 강렬한 법적 전쟁을 벌였다.
문학가인 프리드리히 토르베르크는 안나 자허가 살아 있던 당시 두 곳의 초창기부터 즐겨 다닌 단골로서 자허토르테는 마멀레이드로 덮이거나 중앙이 절단되지 않았다고 법정 증언했다. 이윽고 1963년 양측은 법정 밖에서의 화해를 통해 "원조 자허토르테(The Original Sachertorte)"라는 문장의 사용 권한은 호텔 자허에게, 데멜 베이커리는 "에드워드의 자허토르테"라고 쓰여진 삼각 장식을 사용할 수 있게 되었다. 12월 5일은 자허토르테의 날이다.

## 구성
자허토르테는 밀도가 높은 초콜릿 스폰지 케이크 두 단과 중앙의 살구잼 한 층으로 이루어지고 표면에는 다크 초콜릿을 입힌다. 전통적으로는 설탕이 첨가되지 않은 휘핑크림이 함께 나온다.

## 종류
"원조 자허토르테"는 두개의 케이크 층과 그 사이 살구잼, 표면의 초콜릿 코팅으로 만들어지지만 데멜의 "에드워드 자허토르테"는 케이크의 층이 한층뿐이다.

## "원조 자허토르테"의 생산과 판매
호텔 자허의 "원조 자허토르테"는 빈과 잘츠부르크의 호텔 자허, 인스브루크와 그라츠의 카페 자허, 볼차노의 자허샵, 비엔나 국제공항의 면세 지역 그리고 호텔 자허의 온라인 샵을 통해 구할 수 있다. 자허토르테의 레시피는 호텔의 일급 기밀과도 같다. 관계자들은 자허토르테의 맛의 비밀이 케이크의 재료보다는 표면에 코팅되는 초콜릿 아이싱에 있다고 전한다. 널리 알려진 정보에 따르면 이 아이싱은 특별한 세가지 타입의 초콜릿으로 이루어져 있고, 다른 제조업체들에서 독점적으로 이 독점판매권을 위해서만 생산하고 있다고 한다.

## 같이 보기
- 호텔 자허